# Kim Thúy
Kim Thúy, née Kim Thúy Ly Thanh le 18 septembre 1968 à Saïgon, est une écrivaine québécoise d'origine vietnamienne. Elle vit à Longueuil et elle est mère de deux enfants.
Elle a quitté le Vietnam avec les boat people à l’âge de dix ans et s’est installée avec sa famille au Québec. Diplômée en traduction et en droit, l’écrivaine a travaillé comme couturière, interprète, avocate et propriétaire de restaurant. Kim Thúy a reçu plusieurs prix, dont le Prix littéraire du Gouverneur général 2010, et a été l’une des quatre finalistes du Nobel Alternatif en 2018. Elle est chevalière de l'Ordre national du Québec et Chevalière de l'Ordre des Arts et des Lettres de la République Française. Ses livres, dont les ventes s’élèvent à un million de copies, sont vendus dans 45 pays et territoires et traduits dans une trentaine de langues. Kim Thúy vit à Montréal et se consacre à l’écriture.

## Jeunesse
Née au Vietnam en 1968, Kim Thúy est issue d'une famille de lettrés, avec un père philosophe et un grand-père maternel préfet. En 1978, à l'âge de 10 ans Kim Thúy fuit son Viêtnam natal avec ses parents et ses deux frères, comme boat-people dans la cale d'un bateau. La famille rejoint d'abord un camp de réfugiés en Malaisie, puis arrive au Québec à Granby, dans la région de la Montérégie, sans encore parler français.
Kim Thúy réalise un double cursus universitaire à l'Université de Montréal. En 1990, elle obtient un diplôme en linguistique et traduction, puis un second en droit en 1993.

## Carrières précédentes
Kim Thúy est avocate, elle est reçue au Barreau du Québec en 1995. Elle exerce de 1995 à 1999, dont trois ans à Saïgon. Elle travaille également comme traductrice et interprète. En 2002, elle commence une nouvelle carrière, dans la restauration. Elle tient un restaurant de 2002 à 2007, le Ru de Nam, situé dans le quartier la Petite-Bourgogne à Montréal.

## Carrière littéraire
En 2009, son premier roman Ru, inspiré de son propre parcours de réfugiée vietnamienne, est édité aux Éditions Libre expression. Le livre devient rapidement un best-seller au Québec et en France. Pour ce livre l'écrivaine est lauréate de nombreux prix, tels le prix du Gouverneur général 2010, le grand prix RTL-Lire 2010 au Salon du livre de Paris ou le Prix du grand public au Salon du livre de Montréal.
En septembre 2011, Kim Thúy cosigne avec Pascal Janovjak, auteur franco-suisse établi en Palestine et rencontré à Monaco, l'ouvrage À toi, un recueil de correspondances et de récits croisés entre les deux enfants de l'exil, adeptes du nomadisme.
Avec le roman mãn publié en 2013, Kim Thúy poursuit l’exploration de sa double identité et sa relation à la cuisine. Mãn a trois mères, une adolescente qui l’a fait naître et l’a déposée dans le potager d’un temple bouddhiste sur le bord d’un des bras du Mékong, une religieuse qui l’y a recueillie et nourrie avant de la confier à une autre femme, Maman, enseignante et espionne. Pour sa sécurité, Maman la confie à un restaurateur vietnamien vivant à Montréal qui devient son époux. Dans ce nouveau monde, Mãn développe son talent naturel pour la cuisine, un art par lequel elle apprendra non seulement à nourrir le corps mais aussi à y distiller au fil des plats souvenirs, émotions et sensualité.
En 2016, l'écrivaine s'attache au quotidien de Vi, la plus jeune sœur d'une famille de trois grands frères. Dans ce nouveau roman d'apprentissage entre Saïgon et Montréal, de Suzhou à Boston, Kim Thúy questionne une nouvelle fois le déracinement et la construction personnelle loin des prédispositions et de la culture d'origine,.
En 2017, Kim Thúy édite l'ouvrage culinaire Le Secret des Vietnamiennes aux Éditions Trécarré, un livre de recettes dédié aux recettes traditionnelles et secrets de préparation transmis entre les femmes d’une famille vietnamienne, d’une génération à l'autre.
En 2019, les Éditions de la Bagnole publient le premier album illustré de Kim Thúy, Le Poisson et l’oiseau. Le livre prend la forme d’un poème qui rend hommage à la beauté et à la différence et est magistralement mis en images par Rogé.
Son dernier roman, Em, est publié par les Éditions Libre expression en novembre 2020. Em, qui signifie en vietnamien «petit frère», «petite sœur» ou encore «bien-aimée», explore les façons dont les humains traumatisés par la guerre et l’exil sont poussés à rechercher l’amour et le cercle familial lorsque leur passé les rattrape. À travers les destins liés d’une famille de personnages, le roman évoque autant l’Opération Babylift, qui a permis l’évacuation de Saïgon de milliers d’orphelins biraciaux en avril 1975, que l’industrie du vernis à ongles et des salons de manucure, en passant par les plantations de caoutchouc dans l’Indochine d’antan. Il est le roman le plus emprunté de la Grande Bibliothèque en 2021.

## Carrière télévisuelle
En 2016, Kim Thúy anime la websérie La Fabrique de Kim, diffusée sur la plateforme de La Fabrique culturelle, où elle rencontre des organismes qui utilisent l'art pour favoriser l'épanouissement.
Le 3 janvier 2020, elle lance l'émission La table de Kim à ICI ARTV, dans laquelle elle accueille, en toute amitié, des gens de tous horizons afin de partager un repas et de discuter de sujets divers.

## Adaptation au cinéma
Le 24 novembre 2023, son ouvrage Ru est adapté au cinéma sous le même titre, Ru, réalisé par Charles-Olivier Michaud (en).

### Éditions françaises
- Ru, Libre Expression, 2010, 152 p.  (ISBN 286746532X)
- À toi, Libre Expression, 2011, 168 p.  (ISBN 2867465834)Écrit avec Pascal Janovjak.
- mãn, Libre Expression, 2013, 152 p.  (ISBN 2867466792)
- Vi, Libre Expression, 2016, 144 p.  (ISBN 2867468310)
- Em, Libre Expression, 2020, 152 pages p.  (ISBN 9782764813294)

### Éditions bilingues
- (de + fr) trad. Brigitte Große, Hitomi, dans Pareil, mais différent. Genauso, nur anders. Récits francocanadiens – Frankokanadische Erzählungen dtv, Munich 2020, p. 196-207 (première édition : (sv) Hitomi. Novellix, Stockholm 2017)

## Prix et distinctions
- 2010 : Grand Prix RTL-Lire pour Ru
- 2010 : Prix du Grand public La Presse, Salon du livre de Montréal, catégorie Essai
- 2010 : Prix du Gouverneur général, catégorie romans et nouvelles pour Ru
- 2011 : Prix Premio Mondello per la Multiculturalità
- 2011 : Grand prix littéraire Archambault pour le roman Ru
- 2013 : Prix de la tolérance Paul-Gérin-Lajoie, remis en 2013 par l’organisme Ensemble pour le respect de la diversité
- 2015 : Chevalière de l’Ordre national du Québec, Gouvernement du Québec
- 2016 : Porte-parole du Petit Robert entre 2016 et 2018, Kim Thúy fait son entrée dans l’édition 2018 du Robert illustré
- 2017 : Doctorat honorifique de l’Université Concordia pour avoir prêté sa voix éloquente à l’expérience des réfugiés
- 2017 : Médaille d’honneur de l’Assemblée nationale du Québec
- 2018 : Prix Femmes de mérite de la Fondation Y des femmes de Montréal
- 2018 : Finaliste à l’obtention du Nouveau prix académique de littérature, prix Nobel alternatif de littérature
- 2019 : Compagne de l'Ordre des arts et des lettres du Québec[18]
- 2019 : Doctorat honorifique de l’Université Bishop’s pour sa grande implication civique et communautaire
- 2022: Présidente du jury de sélection du Prix Ulrick-Chérubin[19]
- 2023: Finaliste de l'International Dublin Literary Award avec la traduction anglaise de Em[20]
- 2023: Chevalière de l'Ordre des Arts et des Lettres de la République Française
- 2023: Membre de l’Ordre du Canada
- 2024: Chevalière de l’Ordre de la Pléiade
- 2024: Membre honoraire de l'Académie américaine des arts et des sciences